# コレーズ川
コレーズ川 （コレーズがわ、Corrèze、オック語:Corresa）は、フランス、中央高地を水源とする河川。ヴェゼール川（ドルドーニュ川の支流）左岸の支流である。その名はコレーズ県の語源となっている。
県の南西方向に流れ、上流から下流にかけ23のコミューンを流れる。コレーズ、ブリーヴ＝ラ＝ガイヤルドを通過し、ユサックとサン＝パンタレオン＝ド＝ラルシュ付近でヴェゼール川に合流する。